# Sundance Film Festival

Sundance Film Festival – Signet seit 2007

Das Sundance Film Festival ist ein US-amerikanisches Filmfestival, das jährlich im Januar in Park City und Salt Lake City, Utah, stattfindet. Es gilt als wichtige Plattform für unabhängige amerikanische und internationale Produktionen.

## Geschichte

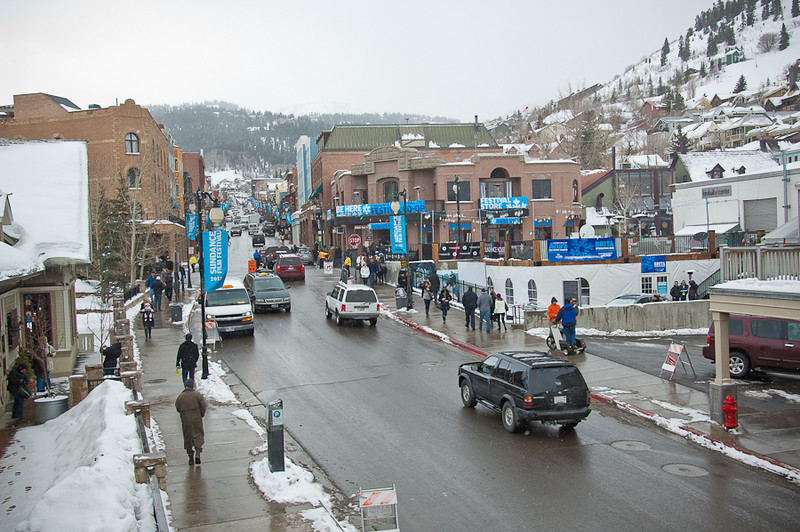
Die Main Street in Park City beim Sundance Film Festival 2011

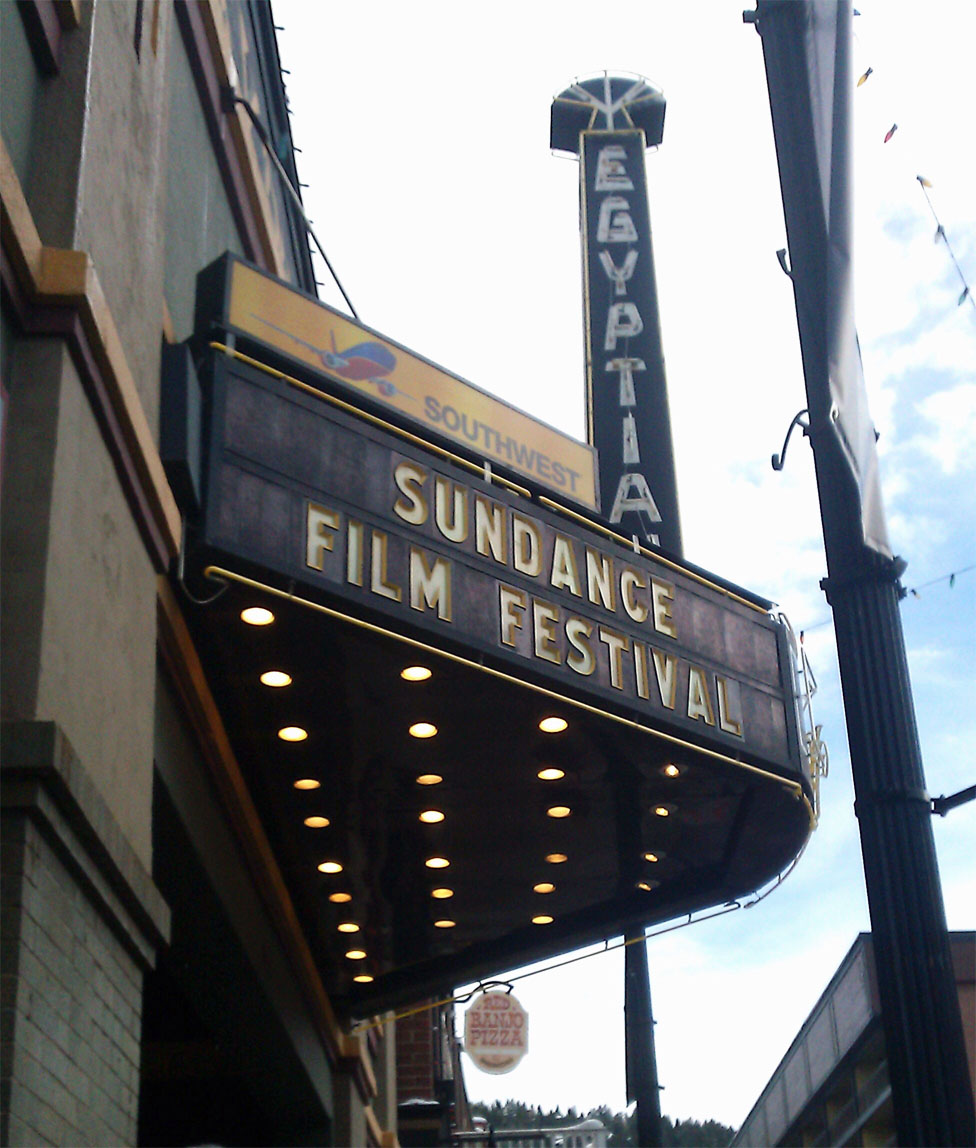
Das Egyptian Theatre in Park City während des Festivals 2012

Das Festival wurde 1978 unter dem Namen Utah/US Film Festival begonnen, um mehr Filmemacher nach Utah zu ziehen. Zu der Zeit bestand das Festival hauptsächlich aus der Präsentation einiger Retrospektiven und Podiumsdiskussionen für Filmemacher. Es gab jedoch schon damals kleinere Vorführungen für Filme, die außerhalb Hollywoods entstanden.
Das Fest wurde von zwei Faktoren vor einer Randexistenz als kleines, unbedeutendes Regionalfestival bewahrt. Zum ersten war dies ab 1981 Robert Redford. Der bekannte Schauspieler und Regisseur wohnte selbst in Utah und wurde zum Vorsitzenden des Festivals. So gelang es, weit mehr Aufmerksamkeit auf das Festival zu lenken, als dies ohne den Namen Redfords möglich gewesen wäre.
Der zweite Faktor war die zeitliche Verlegung der Veranstaltung von September auf den Januar, also vom Sommer in den Winter. Dies geschah angeblich auf einen Ratschlag Sydney Pollacks hin, der anmerkte, dass ein Festival in einem Skigebiet im Winter dazu führen würde, „dass Hollywood hier die Tür einrennt, um daran teilzunehmen“.
Das Management wurde 1985 vom Sundance Institute, einer Non-Profit-Organisation, übernommen. 1991 wurde das Festival offiziell in Sundance Film Festival umbenannt. Viele unabhängige Filmemacher verdanken ihren Durchbruch dem Festival, darunter Kevin Smith, Robert Rodriguez, Quentin Tarantino, James Wan, Marc Forster, die Coen-Brüder und Jim Jarmusch. Das Festival brachte auch einige Filme ins Licht der Öffentlichkeit, wie zum Beispiel Saw, Inside a Skinhead, Blair Witch Project, El Mariachi, Clerks, Sex, Lügen und Video, Napoleon Dynamite, American Splendor, Super Size Me, Donnie Darko oder auch Little Miss Sunshine.
Von 2012 bis 2014 wurde auch ein kleinerer Ableger mit Highlights des Festivals in London durchgeführt.
Nach über 40 Jahren zieht das Festival 2027 nach Boulder, Colorado um. 2026 findet es zum letzten Mal in Utah statt.

### Namensherkunft
Das Sundance Film Festival wurde von Robert Redford nach seiner Rolle des Sundance Kid im Film Butch Cassidy und Sundance Kid benannt, seiner Lieblingsfigur.

## Preiskategorien
Eine Auswahl der 2013 vergebenen Auszeichnungen:

### Amerikanischer Film
| Kategorie                                     | Originalbezeichnung                                  | verliehen seit |
| --------------------------------------------- | ---------------------------------------------------- | -------------- |
| Großer Preis der Jury – Bester Dokumentarfilm | Grand Jury Prize: Documentary                        | 1984           |
| Großer Preis der Jury – Bester Spielfilm      | Grand Jury Prize: Dramatic                           | 1984           |
| Publikumspreis – Bester Dokumentarfilm        | Audience Award: U.S. Documentary                     | 1989           |
| Publikumspreis – Bester Spielfilm             | Audience Award: U.S. Dramatic                        | 1989           |
| Beste Regie – Dokumentarfilm                  | U.S. Directing Award: Documentary                    | 1998           |
| Beste Regie – Spielfilm                       | U.S. Directing Award: Dramatic                       | 1998           |
| Bestes Drehbuch                               | Waldo Salt Screenwriting Award                       | 1998           |
| Bester Schnitt – Dokumentarfilm               | U.S. Documentary Editing Award                       | 2006           |
| Beste Kamera – Dokumentarfilm                 | Excellence in Cinematography Award: U.S. Documentary | 1987           |
| Beste Kamera – Spielfilm                      | Excellence in Cinematography Award: U.S. Dramatic    | 1987           |

### Ausländischer Film („Weltkino“)
| Kategorie                                            | Originalbezeichnung                            | verliehen seit |
| ---------------------------------------------------- | ---------------------------------------------- | -------------- |
| Jurypreis – Bester ausländischer Dokumentarfilm      | World Cinema Jury Prize: Documentary           | 2005           |
| Jurypreis – Bester ausländischer Spielfilm           | World Cinema Jury Prize: Dramatic              | 2005           |
| Publikumspreis – Bester ausländischer Dokumentarfilm | World Cinema Audience Award: Documentary       | 2004           |
| Publikumspreis – Bester ausländischer Spielfilm      | World Cinema Audience Award: Dramatic          | 1999           |
| Beste Regie – Ausländischer Dokumentarfilm           | World Cinema Directing Award: Documentary      | 2008           |
| Beste Regie – Ausländischer Spielfilm                | World Cinema Directing Award: Dramatic         | 2008           |
| Bestes Drehbuch – Ausländischer Film                 | World Cinema Screenwriting Award               | 2008           |
| Bester Schnitt – Ausländischer Dokumentarfilm        | World Cinema Documentary Editing Award         | 2008           |
| Beste Kamera – Ausländischer Dokumentarfilm          | World Cinema Cinematography Award: Documentary | 2008           |
| Beste Kamera – Ausländischer Spielfilm               | World Cinema Cinematography Award: Dramatic    | 2010           |